# Molophilus (Molophilus) xanthus
Molophilus (Molophilus) xanthus is een tweevleugelige uit de familie steltmuggen (Limoniidae). De soort komt voor in het Nearctisch gebied.